# Mara Selvini Palazzoli

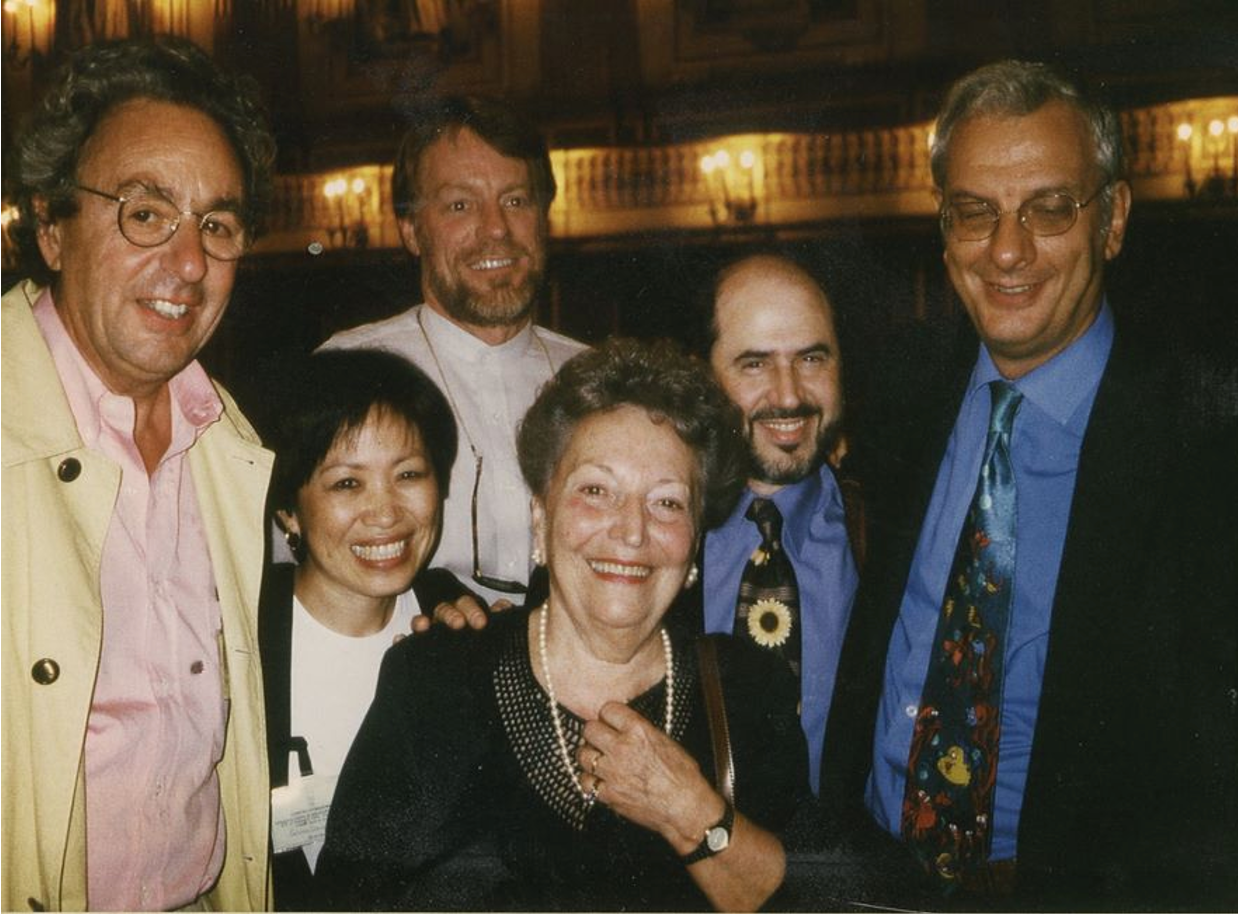
Mara Selvini amb Maurizio Andolfi, Vincenzo Di Nicola i Tazuko Shibusawa a la Conferència Internacional de l'Acadèmia de Psicoteràpia Familiar, Nàpols, Itàlia, novembre del 1996

Mara Selvini Palazzoli (Milà, 15 d'agost de 1916 - Milà, 21 de juny de 1999) va ser una psicoanalista italiana. Va desenvolupar el model milanès, un procediment en la teràpia teràpia familiar sistèmica.